# WOTL
WYTN（90.3 FM）是位于美国俄亥俄州托莱多的一个基督教广播电台，由家庭广播公司开办，发射功率700瓦。